# Predsednik Portugalske
Predsednik Portugalske republike (portugalsko Presidente da República Portuguesa) je izvršni vodja portugalske države. Pooblastila, funkcije in dolžnosti prejšnjih predsedniških funkcij ter njihov odnos do predsednika vlade in vlad so se sčasoma razlikovali.
Trenutni predsednik Portugalske je Marcelo Rebelo de Sousa, ki je funkcijo prevzel 9. marca 2016.

## Vloga
Portugalska tretja republika ima polpredsedniški sistem. Za razliko od večine evropskih predsednikov, ki imajo večinoma ceremonialno vlogo, ima portugalski predsednik precej obsežna pooblastila. Čeprav sta portugalski premier in parlament tista, ki nadzorujeta večino vsakodnevnih zadev v državi, ima portugalski predsednik pomemben vpliv in avtoriteto, zlasti na področju nacionalne varnosti in zunanje politike (vendar manj kot drugi "polpredsedniški sistemi, kot sta Francija ali Romunija). Predsednik je vrhovni poveljnik oboroženih sil, ima najvišjo državno oblast in prekaša vse druge politike.
Največja moč predsednika je njegova sposobnost, da izbere predsednika vlade. Ker pa ima skupščina republike izključno pristojnost, da razreši vlado, mora predsedniku vlade, ki ga imenuje predsednik, zaupati večina predstavnikov v skupščini, sicer se lahko sooči s predlogom nezaupnice. Predsednik ima diskrecijsko pravico za razpustitev parlamenta, ko se mu to zdi primerno (na Portugalskem pogovorno znano kot "atomska bomba"). Predsednik Sampaio je to pooblastilo konec leta 2004 uporabil za odstranitev kontroverzne vlade Pedra Santane Lopesa, kljub temu, da je vlada v parlamentu uživala absolutno podporo. Leta 2003 je predsednik Sampaio posredoval tudi za omejitev portugalskega sodelovanja v iraški vojni - kot vrhovni poveljnik oboroženih sil je prepovedal napotitev portugalske vojske v vojno, s katero se osebno ni strinjal, in se spopadel s takratnim premierjem Joséjem Manuelom Barrosom.
Pred revolucijo nageljnov so se pooblastila predsedstva zelo razlikovala; nekateri predsedniki so bili navidezni diktatorji (kot sta bila Pais in Carmona v njegovih zgodnjih letih), drugi pa so bili le malo več kot vodilne figure (na primer Carmona v poznejših letih, Craveiro Lopes in Américo Tomás; v času njihove uprave je vrhovno oblast imel António de Oliveira Salazar, predsednik vlade).

## Volitve
Po portugalski ustavi, sprejeti leta 1976, je bil po revoluciji nageljnov 1974 predsednik izvoljen za petletni mandat; število mandatov, ki jih je lahko opravljal predsednik, pa ni bilo omejeno, vendar predsednik, ki opravlja dva zaporedna mandata, v naslednjih petih letih po izteku drugega mandata ali v naslednjih petih letih po odstopu ne sme več opravljati funkcije. Uradna rezidenca portugalskega predsednika je palača Belém.
Predsednik je izvoljen v dvokrožnem sistemu: če noben kandidat ne doseže 50% glasov v prvem krogu, se kandidata z največ glasovi soočita v drugem krogu, ki poteka dva tedna pozneje. Do zdaj je bil drugi krog potreben le enkrat, med predsedniškimi volitvami leta 1986. Do danes so bili vsi izvoljeni predsedniki od revolucije nageljnov za dva zaporedna mandata in predsedniki so dosledno uvrščeni med najbolj priljubljene politične osebe v državi. V zadnjem času pa je priljubljenost nekdanjega predsednika Aníbala Cavaca Silve strmo padla, zaradi česar je postal druga najmanj priljubljena politična osebnost v državi, tik nad premierjem, in prvi portugalski predsednik po letu 1974, ki je imel negativno priljubljenost.
Če predsednik med opravljanjem funkcije umre ali postane nesposoben, funkcijo prevzame predsednik skupščine, in sicer z omejenimi pooblastili, dokler po novih volitvah ne nastopi nov predsednik.

## Seznam predsednikov
Glej članek: Seznam predsednikov Portugalske

## Državni obiski
Portugalski predsednik često opravlja uradne državne obiske v tujih državah. Portugalski predsedniki so Republiko Slovenijo doslej obiskali dvakrat. Nazadnje je bil med 30. majem in 1. junijem 2021 v Sloveniji Marcelo Rebelo de Sousa.

## Živi nekdanji predsedniki
Živita še 2 nekdanja portugalska predsednika:
- António Ramalho Eanes (1976–1986)
- Aníbal Cavaco Silva (2006–2016)